# Nomia chandleri
Nomia chandleri är en biart som först beskrevs av William Harris Ashmead 1899.  Nomia chandleri ingår i släktet Nomia och familjen vägbin. Inga underarter finns listade i Catalogue of Life.